# Matchroom League 1990
Die Stormseal Matchroom League 1990 war ein professionelles Snooker-Einladungsturnier, das vom 25. Januar bis zum 20. Mai 1990 im Rahmen der Saison 1989/90 als Liga an verschiedenen Orten im Vereinigten Königreich ausgetragen wurde. Steve Davis gewann bei der vierten Ausgabe des Turnieres seinen vierten Titel, Stephen Hendry belegte den zweiten Platz der Abschlusstabelle. Das höchste Break war ein 142er-Break von John Parrott.
Parallel zur Matchroom League 1990 fand die Matchroom International League 1990 statt. Das Turnier gewann Tony Meo.

## Preisgeld
Nachdem das Turnier im Jahr zuvor keinen Sponsor gehabt hatte, fungierte diesmal das Unternehmen Stormseal als Sponsor. Insgesamt konnten 220.000 Pfund Sterling an Preisgeldern ausgeschüttet werden.
|                | Preisgeld |
| -------------- | --------- |
| Sieger         | 70.000 £  |
| Zweiter        | 30.000 £  |
| Dritter        | 25.000 £  |
| Vierter        | 20.000 £  |
| Fünfter        | 17.000 £  |
| Sechster       | 15.000 £  |
| Siebenter      | 13.000 £  |
| Achter         | 11.000 £  |
| Neunter        | 9.000 £   |
| Zehnter        | 5.000 £   |
| Höchstes Break | 5.000 £   |
| Insgesamt      | 220.000 £ |

## Turnierverlauf
Die zehn Teilnehmer spielten das Turnier als Jeder-gegen-jeden-Turnier aus. Die Gruppenspiele gingen über je acht Frames und fanden an verschiedenen Orten im Vereinigten Königreich statt.

### Spiele
Die Auflistung der Spiele folgt der alphabetischen Darstellung der Datenbank CueTracker.
| Spiel | Spieler 1      | Ergebnis | Spieler 2      |
| ----- | -------------- | -------- | -------------- |
| 1     | Steve Davis    | 35:35    | Tony Meo       |
| 2     | Steve Davis    | 35:35    | Doug Mountjoy  |
| 3     | Steve Davis    | 4:4      | John Parrott   |
| 4     | Steve Davis    | 4:4      | Jimmy White    |
| 5     | Steve Davis    | 35:35    | Neal Foulds    |
| 6     | Steve Davis    | 26:26    | Cliff Thorburn |
| 7     | Steve Davis    | 26:26    | Dennis Taylor  |
| 8     | Steve Davis    | 17:17    | Willie Thorne  |
| 9     | Neal Foulds    | 35:35    | Cliff Thorburn |
| 10    | Neal Foulds    | 17:17    | John Parrott   |
| 11    | Neal Foulds    | 08:08    | Dennis Taylor  |
| 12    | Stephen Hendry | 4:4      | Dennis Taylor  |
| 13    | Stephen Hendry | 35:35    | Doug Mountjoy  |
| 14    | Stephen Hendry | 35:35    | Willie Thorne  |
| 15    | Stephen Hendry | 26:26    | Cliff Thorburn |
| 16    | Stephen Hendry | 26:26    | Steve Davis    |
| 17    | Stephen Hendry | 26:26    | Neal Foulds    |
| 18    | Tony Meo       | 35:35    | Neal Foulds    |
| 19    | Tony Meo       | 35:35    | Stephen Hendry |
| 20    | Tony Meo       | 35:35    | Cliff Thorburn |
| 21    | Doug Mountjoy  | 26:26    | Neal Foulds    |
| 22    | Doug Mountjoy  | 35:35    | John Parrott   |
| 23    | Doug Mountjoy  | 35:35    | Tony Meo       |

| Spiel | Spieler 1      | Ergebnis | Spieler 2      |
| ----- | -------------- | -------- | -------------- |
| 1     | Steve Davis    | 35:35    | Tony Meo       |
| 2     | Steve Davis    | 35:35    | Doug Mountjoy  |
| 3     | Steve Davis    | 4:4      | John Parrott   |
| 4     | Steve Davis    | 4:4      | Jimmy White    |
| 5     | Steve Davis    | 35:35    | Neal Foulds    |
| 6     | Steve Davis    | 26:26    | Cliff Thorburn |
| 7     | Steve Davis    | 26:26    | Dennis Taylor  |
| 8     | Steve Davis    | 17:17    | Willie Thorne  |
| 9     | Neal Foulds    | 35:35    | Cliff Thorburn |
| 10    | Neal Foulds    | 17:17    | John Parrott   |
| 11    | Neal Foulds    | 08:08    | Dennis Taylor  |
| 12    | Stephen Hendry | 4:4      | Dennis Taylor  |
| 13    | Stephen Hendry | 35:35    | Doug Mountjoy  |
| 14    | Stephen Hendry | 35:35    | Willie Thorne  |
| 15    | Stephen Hendry | 26:26    | Cliff Thorburn |
| 16    | Stephen Hendry | 26:26    | Steve Davis    |
| 17    | Stephen Hendry | 26:26    | Neal Foulds    |
| 18    | Tony Meo       | 35:35    | Neal Foulds    |
| 19    | Tony Meo       | 35:35    | Stephen Hendry |
| 20    | Tony Meo       | 35:35    | Cliff Thorburn |
| 21    | Doug Mountjoy  | 26:26    | Neal Foulds    |
| 22    | Doug Mountjoy  | 35:35    | John Parrott   |
| 23    | Doug Mountjoy  | 35:35    | Tony Meo       |

| Spiel | Spieler 1      | Ergebnis | Spieler 2        |
| ----- | -------------- | -------- | ---------------- |
| 24    | Doug Mountjoy  | 35:35    | Jimmy White      |
| 25    | John Parrott   | 35:35    | Stephen Hendry   |
| 26    | John Parrott   | 26:26    | Tony Meo         |
| 27    | John Parrott   | 4:4      | Dennis Taylor    |
| 28    | John Parrott   | 4:4      | Willie Thorne    |
| 29    | Dennis Taylor  | 26:26    | Tony Meo         |
| 30    | Dennis Taylor  | 26:26    | Jimmy White      |
| 31    | Dennis Taylor  | 35:35    | (Cliff Thorburn) |
| 32    | Dennis Taylor  | 4:4      | Doug Mountjoy    |
| 33    | Cliff Thorburn | 26:26    | Doug Mountjoy    |
| 34    | Cliff Thorburn | 17:17    | Jimmy White      |
| 35    | Cliff Thorburn | 35:35    | John Parrott     |
| 36    | Willie Thorne  | 4:4      | Doug Mountjoy    |
| 37    | Willie Thorne  | 35:35    | Dennis Taylor    |
| 38    | Willie Thorne  | 35:35    | Neal Foulds      |
| 39    | Willie Thorne  | 26:26    | Tony Meo         |
| 40    | Willie Thorne  | 26:26    | Cliff Thorburn   |
| 41    | Jimmy White    | 35:35    | John Parrott     |
| 42    | Jimmy White    | 35:35    | Stephen Hendry   |
| 43    | Jimmy White    | 4:4      | Willie Thorne    |
| 44    | Jimmy White    | 4:4      | Tony Meo         |
| 45    | Jimmy White    | 4:4      | Neal Foulds      |

| Spiel | Spieler 1      | Ergebnis | Spieler 2        |
| ----- | -------------- | -------- | ---------------- |
| 24    | Doug Mountjoy  | 35:35    | Jimmy White      |
| 25    | John Parrott   | 35:35    | Stephen Hendry   |
| 26    | John Parrott   | 26:26    | Tony Meo         |
| 27    | John Parrott   | 4:4      | Dennis Taylor    |
| 28    | John Parrott   | 4:4      | Willie Thorne    |
| 29    | Dennis Taylor  | 26:26    | Tony Meo         |
| 30    | Dennis Taylor  | 26:26    | Jimmy White      |
| 31    | Dennis Taylor  | 35:35    | (Cliff Thorburn) |
| 32    | Dennis Taylor  | 4:4      | Doug Mountjoy    |
| 33    | Cliff Thorburn | 26:26    | Doug Mountjoy    |
| 34    | Cliff Thorburn | 17:17    | Jimmy White      |
| 35    | Cliff Thorburn | 35:35    | John Parrott     |
| 36    | Willie Thorne  | 4:4      | Doug Mountjoy    |
| 37    | Willie Thorne  | 35:35    | Dennis Taylor    |
| 38    | Willie Thorne  | 35:35    | Neal Foulds      |
| 39    | Willie Thorne  | 26:26    | Tony Meo         |
| 40    | Willie Thorne  | 26:26    | Cliff Thorburn   |
| 41    | Jimmy White    | 35:35    | John Parrott     |
| 42    | Jimmy White    | 35:35    | Stephen Hendry   |
| 43    | Jimmy White    | 4:4      | Willie Thorne    |
| 44    | Jimmy White    | 4:4      | Tony Meo         |
| 45    | Jimmy White    | 4:4      | Neal Foulds      |

### Tabelle
| Pos. | Spieler        | Partien | S | U | N | Frames | Diff. |
| ---- | -------------- | ------- | - | - | - | ------ | ----- |
| 1    | Steve Davis    | 9       | 6 | 2 | 1 | 44:28  | +16   |
| 2    | Stephen Hendry | 9       | 5 | 1 | 3 | 41:31  | +10   |
| 3    | Willie Thorne  | 9       | 4 | 3 | 2 | 38:34  | +4    |
| 4    | Doug Mountjoy  | 9       | 4 | 2 | 3 | 37:25  | +2    |
| 5    | Dennis Taylor  | 9       | 3 | 3 | 3 | 34:38  | −4    |
| 6    | Neal Foulds    | 9       | 3 | 1 | 5 | 37:35  | +2    |
| 7    | Jimmy White    | 9       | 2 | 4 | 3 | 32:40  | −8    |
| 8    | Tony Meo       | 9       | 3 | 1 | 5 | 31:41  | −10   |
| 9    | Cliff Thorburn | 9       | 3 | 0 | 6 | 33:39  | −6    |
| 10   | John Parrott   | 9       | 2 | 3 | 4 | 33:39  | −6    |

## Century Breaks
Neun Spielern gelang während des Turnieres mindestens ein Century Break. Mit insgesamt 27 Century Breaks war die Ausgabe 1990 die Ausgaben der Matchroom League mit den bis dahin meisten Century Breaks.
| John Parrott   | 142, 138, 123, 117, 116, 102 |
| Neal Foulds    | 141, 134 (2×), 102           |
| Steve Davis    | 129, 116, 101                |
| Cliff Thorburn | 127, 116, 101                |
| Jimmy White    | 124                          |

| Doug Mountjoy  | 120, 100                |
| Stephen Hendry | 112, 110, 106, 105, 104 |
| Willie Thorne  | 103, 100                |
| Tony Meo       | 102                     |